# Viện Trưởng lão Afghanistan
Viện Trưởng lão (tiếng Pashtun: د افغانستان مشرانو جرګه, Mesherano Jirga) là thượng viện của Quốc hội Cộng hòa Hồi giáo Afghanistan, trong khi đó thượng viện được gọi là Viện Nhân dân.
Thượng viện Afghanistan là cơ quan chủ yếu có vai trò cố vấn hơn lập pháp. Tuy nhiên, cơ quan này vẫn có một số quyền phủ quyết.
Cơ quan này có 102 đại biểu. Trong đó, một phần ba (34 đại biểu) được bầu bởi hội đồng cấp quận/huyện (mỗi tỉnh tương ứng với một hội đồng) với nhiệm kỳ 3 năm, một phần ba (34 đại biểu) được bầu bởi hội đồng cấp tỉnh (mỗi tỉnh tương ứng với một hội đồng) với nhiệm kỳ 4 năm và một phần ba (34 đại biểu) là do tổng thống đề cử với nhiệm kỳ 5 năm.
Năm 2005, cuộc bầu cử cấp quận/huyện không được tổ chức, do vậy mỗi hội đồng tỉnh tự chọn các thành viên đã được bầu của mình để chỉ định giữ ghế tạm thời cho tới khi cuộc bầu cử cấp quận/huyện được tổ chức.
Theo hiến pháp, một nửa số các ứng cử viên tổng thống phải là phụ nữ, hai ứng cử viên đại diện cho người tàn tật và người khuyết tật, hai người thuộc dân tộc Kuchi.
Thượng viện Afghanistan cùng hạ viện đã bị giải thể vào ngày 15 tháng 8 năm 2021 sau khi Taliban tiếp quản chính quyền và chuyển giao nhiệm vụ của cơ quan này cho Hội đồng Lãnh đạo Afghanistan.
Taliban không đưa Quốc hội và các cơ quan khác của chính quyền cũ vào kế hoạch chi tiêu ngân sách năm đầu tiên vào tháng 5 năm 2022. Người phát ngôn chính phủ Innamullah Samangani cho biết do khủng hoảng tài chính nên chỉ các cơ quan đang hoạt động mới được cấp ngân sách, các cơ quan khác hoặc các cơ quan đã bị giải thể sẽ không được nhận ngân sách nhưng vẫn có thể được đưa vào hoạt động trở lại nếu cần.

## Ghế dành riêng cho phụ nữ
Phụ nữ Afghanistan vắng bóng hoàn toàn trong việc đưa ra các quyết định về quốc gia suốt hàng thế kỷ. Năm 2001, phụ nữ Afghanistan lần đầu được bước vào chính trường sau khi chế độ Taliban sụp đổ. Với việc đưa ra quy định về ghế dành riêng, năm 2002 có khoảng 10% trong số 1.600 ghế là dành cho phụ nữ, đây là cơ sở đầu tiên để phụ nữ Afghanistan tham gia vào quốc hội, vào các vấn đề của quốc gia.
Hiến pháp năm 2004 nêu rõ việc đảm bảo số ghế dành riêng cho phụ nữ và các dân tộc thiểu số trong cả lưỡng viện. Trong cuộc bầu cử năm 2005, phụ nữ Afghanistan đã giành được 89 ghế. Theo Liên minh Nghị viện Thế giới, họ đã nắm được 67 ghế (27,7%) ở Viện Nhân dân và 22 ghế (21,6%) ở Viện Trưởng lão. Tỷ lệ này cao hơn mức trung bình trên toàn thế giới là 18,5% và cao hơn mức trung bình của Mỹ là 16,8% đối với Hạ viện và 15,4% đối với Thượng viện.